# Hornbrynja
Hornbrynja är ett berg i republiken Island. Det ligger i regionen Austurland, 300 km öster om huvudstaden Reykjavík. Toppen på Hornbrynja är 961 meter över havet, eller 241 meter över den omgivande terrängen. Bredden vid basen är 4,7 km.
Trakten runt Hornbrynja är nära nog obefolkad, med mindre än två invånare per kvadratkilometer. Det finns inga samhällen i närheten. Trakten runt Hornbrynja består i huvudsak av gräsmarker.